# 徐夢麟 (清朝)
徐夢麟（？—？），字潤堂，浙江人，清朝官員，1788年擔任台灣知府。

## 生平
1787年徐夢麟以福建上杭知縣前往台灣淡水（範圍為今　台灣北部各縣）擔任台灣府淡水撫民同知。因林爽文民變帶來的後遺症，他積極平撫漳泉械鬥並加強平埔族漢化工作。1788年因治績高升台灣知府，不久調升湖北荊門任知州。1790年（乾隆五十五年）十二月任泉州府知府。1791年（乾隆五十六年）十二月回任泉州府知府。